# Pleurophragmium hippotrichoides
Pleurophragmium hippotrichoides är en svampart som först beskrevs av August Karl Joseph Corda, och fick sitt nu gällande namn av M.B. Ellis 1976. Pleurophragmium hippotrichoides ingår i släktet Pleurophragmium, divisionen sporsäcksvampar och riket svampar.   Inga underarter finns listade i Catalogue of Life.